# Конвенція про визнання та виконання іноземних арбітражних рішень
Конве́нція про визна́ння та викона́ння інозе́мних арбітра́жних рі́шень — юридично обов'язкова для держав-учасниць міжнародна угода, яка зобов'язує визнавати та приводити до виконання арбітражні рішення, винесені на території держави іншої, ніж держава, де запитується визнання та приведення до виконання таких рішень. Застосовується також до арбітражних рішень, які не вважаються внутрішніми рішеннями в тій державі, де запитується їх визнання та приведення до виконання.